# Highgate Cemetery

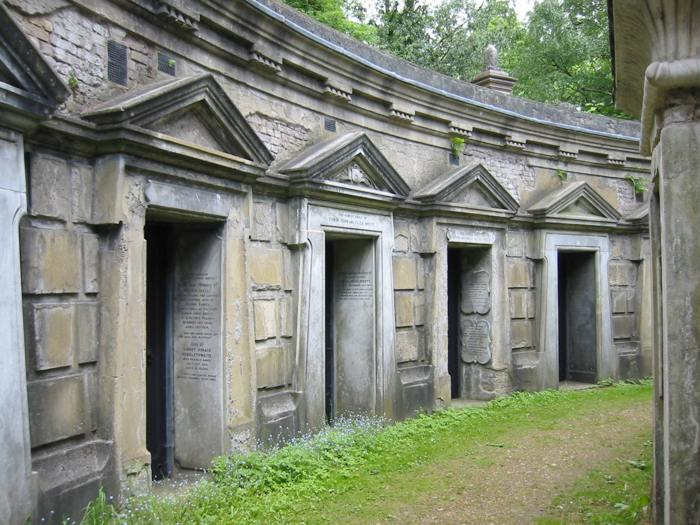
Circle of Lebanon, Westteil

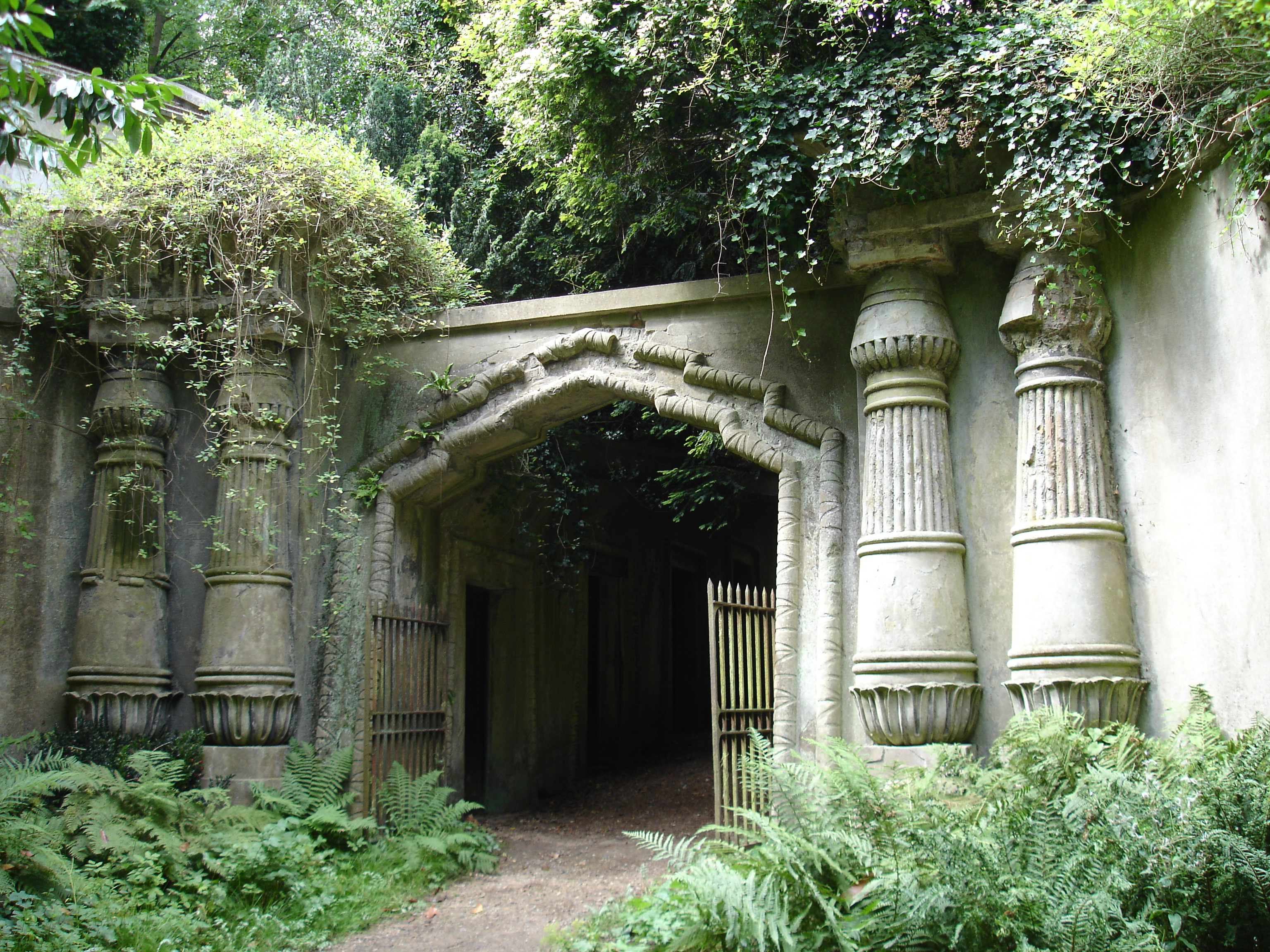
Eingang zur Egyptian Avenue, Westteil

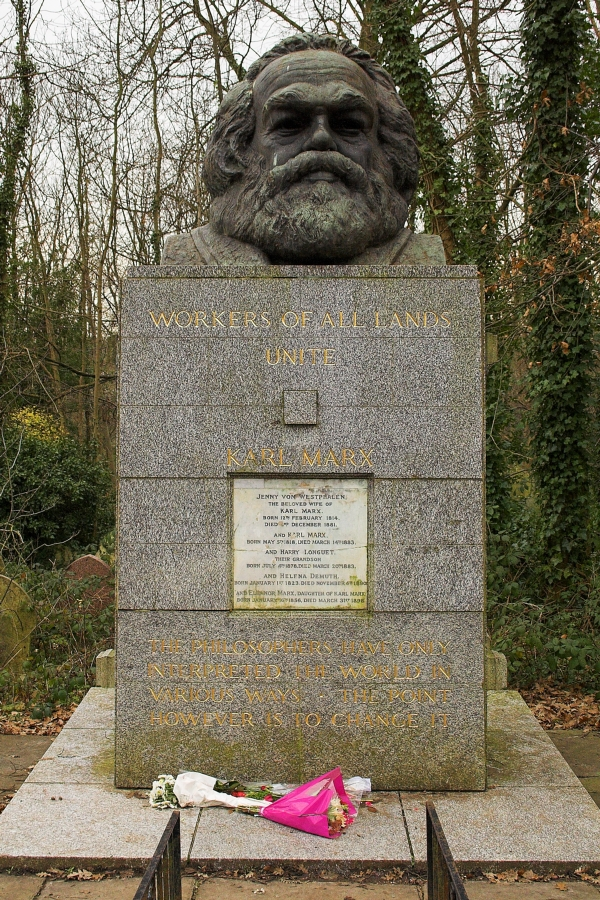
Grab von Karl Marx, Ostteil

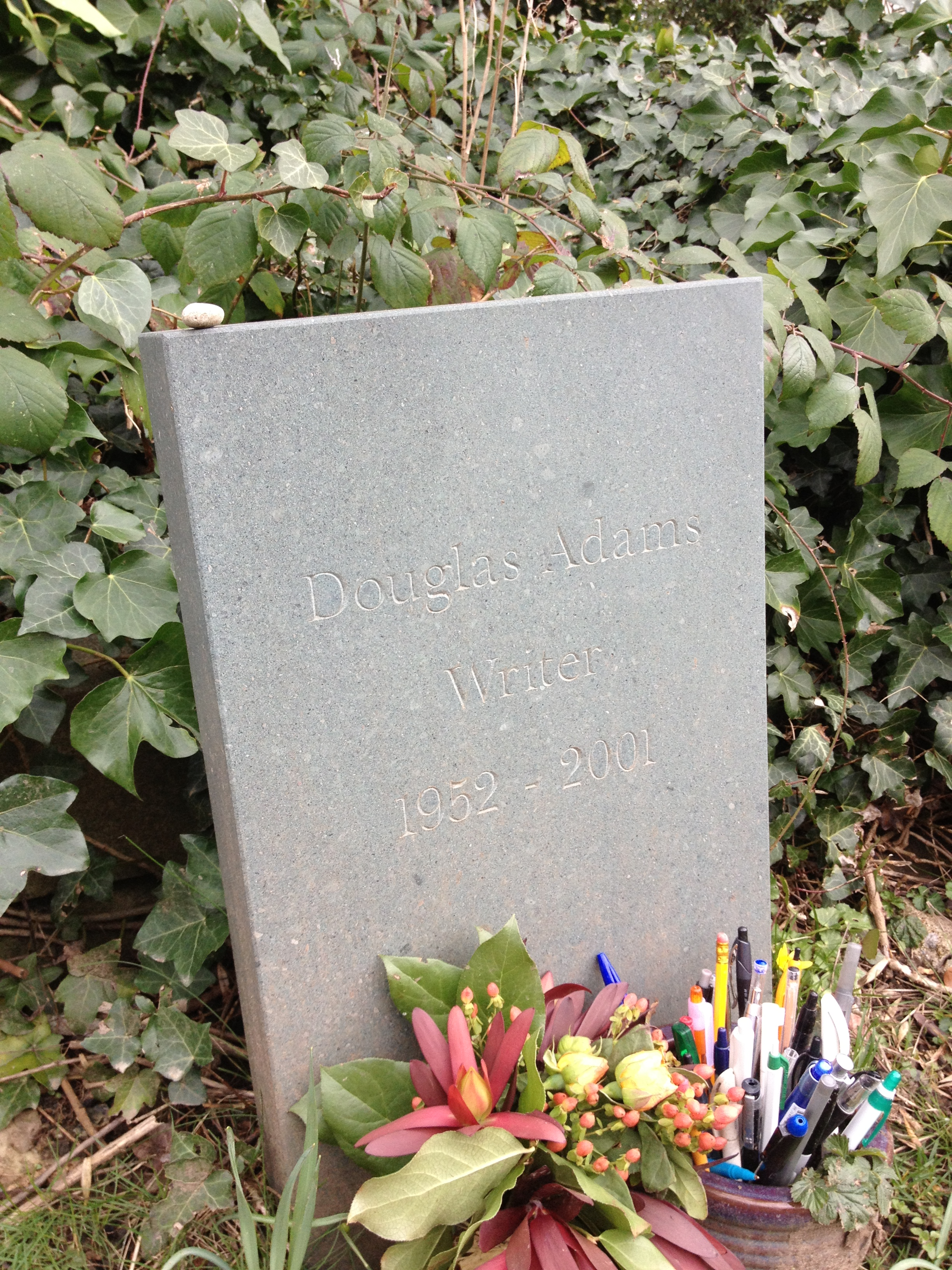
Grab von Douglas Adams

Highgate Cemetery ist ein 1839 eröffneter Friedhof im heutigen Stadtbezirk Camden der britischen Hauptstadt London. Er gehört zu den Magnificent Seven, einer Reihe von Friedhöfen, die innerhalb von zehn Jahren rund um London entstanden. Auf Highgate Cemetery sind viele Exilanten begraben, zum Beispiel der deutsche Philosoph Karl Marx.

## Geschichte
Als im 19. Jahrhundert die Bestattungsmöglichkeiten innerhalb Londons erschöpft waren, räumte das Parlament ab 1832 Privatunternehmern die nötigen Rechte ein, um insgesamt sieben kommerzielle Friedhöfe in den damals noch ländlichen Londoner Vororten zu etablieren. Der Architekt Stephen Geary gründete daraufhin 1836 die London Cemetery Company. Das Unternehmen erwarb ein am Hang des damaligen Dorfes Highgate (auf dem Highgate Hill) gelegenes Areal, westlich der Swain Lane. Innerhalb der folgenden drei Jahre wurde das Gelände in Zusammenarbeit mit dem Gartendesigner David Ramsey und dem Landvermesser James Bunstone mit exotischen Anpflanzungen und architektonischen Besonderheiten ausgestattet, um als modernster Friedhof der Viktorianischen Epoche bekannt zu werden. Nach seiner Eröffnung im Mai 1839 gewann der Friedhof zunehmend an Popularität. Wie erhofft, waren es vor allem gutsituierte Familien, die sich auf dem hochgelegenen Begräbnisplatz große Grabstellen kauften, welche sie aufwändig und monumental gestalten ließen.
Die Zahl der Bestattungen nahm ständig zu, sodass die London Cemetery Company nach knapp zwanzig Jahren das gegenüber, östlich der Swain Lane gelegene Gelände erwarb. 1856 wurde der East Cemetery eröffnet, mit 20 Acres (etwa 7,5 Hektar) etwas größer angelegt als die Westseite mit 17 Acres. Die erste Bestattung auf der Ostseite fand aber erst vier Jahre nach Eröffnung statt. Auf der Westseite waren bis dahin über 10.400 Grabstellen vorhanden, an manchen Tagen fanden bis zu dreißig Beerdigungen statt. Unterhalb der Swain Lane verlief ein Tunnel, durch den die Särge von der Kapelle auf der Westseite auf die Ostseite überführt wurden. Der dafür verwendete hydraulische Lift wurde in einem Anbau der Kapelle untergebracht.
Anfang des 20. Jahrhunderts zeichnete sich jedoch ein Rückgang ab. Die Bestattungskultur änderte sich, Kremierungen nahmen zu; für Erdbestattungen wurden immer kleinere Grabstellen erworben, deren Gestaltung jetzt deutlich schlichter ausfiel. Zwar hatten sich viele wohlhabende Familien auf Dauer die Rechte an bestimmten Grabstellen gesichert, doch zahlreiche Gräber wurden aufgegeben, da die Besitzer wegzogen, ohne Nachkommen blieben oder diese vorzeitig, auch aufgrund der zwei Weltkriege, verloren. Mit dem Verkauf von kostengünstigeren, gewöhnlichen Gräbern erzielte das Friedhofsunternehmen nicht mehr ausreichend Einkünfte, um das Gelände angemessen instand zu halten. 1960 musste die London Cemetery Company Konkurs anmelden, sie ging im Anschluss in der United Cemetery Company auf. Das deutlich größere Unternehmen war mit der Unterhaltung von Highgate Cemetery aber ebenso überfordert, so dass der Friedhof seine Tore schließen musste.
Erst 1975 zeichnete sich mit der Gründung eines Fördervereins eine Wende ab. Die Friends of Highgate Cemetery (FOHC) kauften in den späten 1970er-Jahren das kunsthistorisch interessantere westliche Gräberfeld und retteten es so vor der Einebnung durch Planierraupen. 1981 befanden sich schließlich beide Teile in vollem Besitz der FOHC. Um die Erhaltung des Friedhofs zu unterstützen, ist der Besuch kostenpflichtig. Das östliche Gräberfeld ist täglich zugänglich, der westliche Teil kann nur nach Anmeldung im Rahmen einer Führung besichtigt werden.
Inzwischen finden auf Highgate Cemetery wieder Bestattungen statt. Etwa 30 bis 35 mal im Jahr wird eine Grabstelle verkauft; allerdings muss der Käufer bestimmte Voraussetzungen erfüllen.

## Die Anlage
Der im Norden Londons gelegene Friedhof besteht aus dem älteren westlichen und dem etwas größeren östlichen Teil, die durch eine öffentliche Straße voneinander getrennt sind. Highgate West wird von zahlreichen Mausoleen bestimmt, daneben auch große Katakomben wie die Terrace Catacombs, die Raum für 825 Särge boten. Zwei Kapellen, eine für Mitglieder der englischen Amtskirche, die andere für Angehörige anderer Glaubensgemeinschaften, sind im Westteil im selben Gebäude untergebracht. Der vorherrschende Baustil ist die dem damaligen Zeitgeschmack entsprechende Neogotik, daneben sind auch viele Beispiele für den Historismus und Klassizismus zu sehen. Die gesamte Anlage wird in einem Register der staatlichen Denkmalpflege English Heritage als Park von besonderem historischen Interesse und internationaler Bedeutung geführt.

## Gräber bekannter Personen
- Douglas Adams (1952–2001), britischer Schriftsteller
- Alice Ekert-Rotholz (1900–1995), deutsche Schriftstellerin
- George Eliot (1819–1880), englische Schriftstellerin
- Michael Faraday (1791–1867), englischer Experimentalphysiker
- Lucian Freud (1922–2011), britischer Maler
- Sheila Gish (1942–2005), britische Schauspielerin
- Henry Gray (1827?–1861), britischer Anatom, Chirurg und Autor
- Radclyffe Hall (1880–1943), britische Schriftstellerin
- Eric Hobsbawm (1917–2012), britischer Historiker
- Ian Holm (1931–2020), britischer Schauspieler
- Claudia Jones (1915–1964), trinidadische Aktivistin
- Herman Lieberman (1870–1941), polnischer Politiker
- Alexander Litwinenko (1962–2006), russischer Geheimagent
- Malcolm McLaren (1946–2010), britischer Künstler und Designer
- George Michael (1963–2016), britischer Sänger
- Ralph Miliband (1924–1994), belgisch-britischer Marxist
- William Henry Monk (1823–1889), englischer Kirchenmusiker
- Ludwik Oborski (1789–1873), polnischer Offizier und Politiker
- Elizabeth Siddal (1829–1862), englische Malerin und Muse
- Herbert Spencer (1820–1903), englischer Philosoph
- Adam Worth (1844–1902), deutsch-amerikanischer Krimineller

### Karl Marx
Zu den bekanntesten Gräbern des Friedhofs gehört das von Karl Marx auf dem östlichen Gräberfeld. In dem Grab ruhen auch seine Frau Jenny Marx, die Haushälterin Helena Demuth und die Tochter Eleanor Marx. Er wurde am 17. März 1883 zunächst an anderer Stelle bestattet und 1954 umgebettet. Dort wurde 1956 ein Grabdenkmal von der Communist Party of Great Britain aufgestellt. Es zeigt eine Porträtbüste von Laurence Bradshaw und die Worte „WORKERS OF ALL LANDS UNITE“ (Proletarier aller Länder, vereinigt Euch) aus dem Kommunistischen Manifest und der 11. These über Feuerbach: „THE PHILOSOPHERS HAVE ONLY INTERPRETED THE WORLD IN VARIOUS WAYS – THE POINT HOWEVER IS TO CHANGE IT“ (Die Philosophen haben die Welt nur verschieden interpretiert; es kommt drauf an, sie zu verändern).
In den 1970er-Jahren gab es den vergeblichen Versuch, das Monument mit einer selbstgebauten Bombe zu zerstören.

## Belege
1. ↑   London Metropolitan Archives. Cemetery Records. S. 3; auf www.cityoflondon.gov.uk (Memento vom 5. September 2013 im Internet Archive); englisch, abgerufen am 16. Dezember 2013
2. 1 2  Highgate Cemetery. Historic England, abgerufen am 6. April 2025 (englisch).
3. ↑  Geschichte des Highgate Cemetery auf highgatecemetery.org (Memento des Originals vom 6. August 2020 im Internet Archive)  Info: Der Archivlink wurde automatisch eingesetzt und noch nicht geprüft. Bitte prüfe Original- und Archivlink gemäß Anleitung und entferne dann diesen Hinweis., englisch, abgerufen am 16. Dezember 2013
4. ↑  Bedingungen für Bestattungen und den Erwerb einer Grabstelle auf highgatecemetery.org/burials; englisch, abgerufen am 16. Dezember 2013
5. ↑  Tomb of Karl Marx and Family in Highgate (Eastern) Cemetry. Auf Britishlistedbuildings.co.uk; abgerufen am 21. Januar 2025.

Koordinaten: 51° 34′ 0″ N, 0° 8′ 46″ W